# Zahra Abdulla
Zahra Abdulla, née le 27 novembre 1965 en Somalie, est une femme politique finlandaise.
Elle est membre de la Ligue verte, le principal parti écologiste du pays. 
Conseillère municipale d'Helsinki depuis 1997, elle est la représentante la plus connue de la communauté somalienne de Finlande, la principale minorité non-européenne du pays.